# Đại học Quốc phòng Séc
Trường Đại học Quốc phòng Séc (tiếng Séc: Univerzita obrany, UO), (tiếng Anh: University of Defence (Czech Republic)) là một Trường Đại học thuộc Quân đội Cộng hoà Séc, tại Brno và Hradec Králové, đào tạo kỹ sư và chuyên gia quân sự cho các quân binh chủng thuộc Quân đội Cộng hoà Séc.

## Các bậc đào tạo
- Cử nhân, Kỹ sư
- Thạc sĩ
- Tiến sĩ

## Các Trường trực thuộc

### Trường Công nghệ và Kỹ thuật quân sự
1. Khoa Vũ khí và Đạn dược
2. Khoa Các phương tiện cơ giới quân sự
3. Khoa Công nghệ kỹ thuật quốc phòng
4. Khoa Hàng không vũ trụ và Công nghệ Tên lửa
5. Khoa Không quân
6. Khoa Hệ thống điện Hàng không vũ trụ
7. Khoa Radar
8. Khoa Các hệ thống tiên tiến
9. Khoa Các hệ thống thông tin và truyền thông
10. Khoa Trắc địa và Địa lý quân sự
11. Khoa Toán và Vật lý
12. Khoa Kỹ thuật Cơ khí
13. Khoa Kỹ thuật Điện

### Trường Kinh tế và Quản lý
1. Khoa Kinh tế lượng
2. Khoa Kinh tế học
3. Khoa Hậu cần
4. Khoa Bảo vệ dân cư
5. Khoa Giám sát bảo đảm hỏa lực
6. Khoa Quản lý bảo đảm chiến đấu
7. Khoa Khoa học Xã hội và Luật
8. Khoa Chỉ huy và chiến thuật

### Trường Quân y
1. Bộ môn Dịch tễ học
2. Bộ môn Quản lý quân y
3. Bộ môn Sinh học phóng xạ
4. Bộ môn Độc học
5. Bộ môn Phẫu thuật quân sự
6. Bộ môn Nội khoa quân sự
7. Bộ môn Vệ sinh dịch tễ quân sự
8. Bộ môn Y tế tổng quát và cấp cứu
9. Bộ môn Khoa học y tế cơ bản
10. Viện Bệnh lý phân tử
11. Trung tâm Nghiên cứu Y học tiên tiến